# George Miller (polospeler)
George Arthur Miller (Kensington, 6 december 1867 - Atlantische Oceaan, 21 januari 1935) was een Brits polospeler.

## Biografie
Miller nam samen met zijn broer Charles deel aan de Olympische Zomerspelen van 1908 in Londen als lid van de Britse nationale poloploeg. Hij en zijn ploeg behaalden de gouden medaille. Miller overleed tijdens een cruise in de Caribbean.

## Belangrijkste resultaten

### Olympische Zomerspelen
| Jaar | Plaats | Discipline | Resultaat |
| ---- | ------ | ---------- | --------- |
| 1908 | Londen | polo       | Goud      |

1900: Beresford, Daly, Keene, Mackey, Rawlinson ·
1908: C. Miller, G. Miller, Nickalls, Wilson ·
1920: Barrett, Lockett, Melvill, Wodehouse ·
1924: Kenny, Miles, Naylor, Nelson, Padilla
1936: Andrada, Cavanagh, Duggan, Gazzotti